# Johann Gottfried Lüdde
Johann Gottfried Lüdde (* 12. August 1799 in Wolfenbüttel; † nach 1867) war ein deutscher Erdkundelehrer und Geograph.

## Leben
Johann Gottfried Lüdde wurde zum Dr. phil. promoviert und wirkte ab 1829 als Lehrer für Erdkunde am 1823 von dem Pädagogen Johann Karl Christian Lippe (1779–1853) gegründeten Pädagogium auf Schloss Lenzburg im Kanton Aargau. Das Institut war eine den Methoden von Johann Heinrich Pestalozzi nahestehende philanthropische Privatschule für Knaben aus gutem Haus, die zu ihren Hochzeiten über 50 Schüler, vor allem Franzosen aus dem Elsass und aus Südfrankreich, und zwölf Lehrer zählte. Nachdem Lippe die finanziell angeschlagene Anstalt wegen zunehmenden Ausbleibens von Zöglingen noch kurz vor seinem Tod aufgelöst hatte, wurde Lüdde 1857 Lehrer für Erdkunde an der 1836 gegründeten Luisenstädtischen Realschule in Berlin.
Lüdde war mit Karl Wilhelm Ludwig Heyse befreundet, dem er seine 1841 erschienene Schrift über die Geschichte der Erdkunde widmete. Bis 1847 war er Herausgeber der ersten sieben Bände der ab 1842 erschienenen und von Heinrich Berghaus noch für kurze Zeit bis 1850 (Band 10) im Magdeburger Verlag von Emil Baensch (1817–1887) fortgeführten Zeitschrift für vergleichende Erdkunde. Von seiner Korrespondenz sind Briefe von Julian R. Jackson (1790–1853), Franz Wilhelm Junghuhn, Georg Ludwig Kriegk, Christian Gottfried Daniel Nees von Esenbeck, Eduard Selberg und Johann Eduard Wappäus sowie seine Briefe an Johann Carl Eduard Buschmann, Georg Friedrich Grotefend, Alexander von Humboldt und Georg Ludwig Kriegk überliefert.
Lüdde war Mitglied der Königlich Dänischen Gesellschaft für Nordische Alterthumskunde, der Gesellschaft für Erdkunde zu Berlin, der Société de Géographie, der Deutschen Morgenländischen Gesellschaft und des Institut d’Afrique zu Paris sowie korrespondierendes Mitglied der Geographischen Gesellschaft zu Frankfurt am Main und des Vereins für Erdkunde und verwandte Wissenschaften zu Darmstadt.
Am 15. Oktober 1843 wurde Lüdde mit dem akademischen Beinamen Ptolemäus II. in der Sektion Geographie zum Mitglied der Deutschen Akademie der Naturforscher Leopoldina gewählt (Matrikel-Nr. 1520).

## Schriften
als Autor
- Die Geschichte der Erdkunde. Stackebrandt, Berlin 1841 (Digitalisat)
- Die Methodik der Erdkunde oder Anleitung die Fortschritte der Wissenschaft der Erdkunde in den Schul- und akademischen Unterricht leichter und wirklich einzuführen. Baensch, Magdeburg 1842 (Digitalisat)
- Die Geschichte der Methodologie der Erdkunde. In ihrer ersten Grundlage, vermittelst einer historisch-kritischen Zusammenstellung der Literatur der Methodologie der Erdkunde. Hinrich, Leipzig 1849 (Digitalisat)
- mit Franz Matthes: Die Sonne im Dienste der Kartographie. Kritische Erörterungen zur Geschichte der neueren Kartographie zur Einführung der Wandkarten und des Schulatlas über alle Theile der Erde nach Reliefs von C. Raaz, G. Woldermann, C. Bamberg, Fr. Schilling.  Verlag des Photolithographischen Landkarten- und Kunstverlags, Weimar 1874 (Digitalisat)

als Herausgeber
- Zeitschrift für vergleichende Erdkunde. Erster Band, Jahrgang 1842, Baensch, Magdeburg 1842 (Digitalisat)
- Zeitschrift für vergleichende Erdkunde. Zweiter Band, Jahrgang 1842, Baensch, Magdeburg 1842 (Digitalisat)
- Zeitschrift für vergleichende Erdkunde. Dritter Band, Jahrgang 1843, Baensch, Magdeburg 1844 (Digitalisat)
- Zeitschrift für vergleichende Erdkunde. Vierter Band, Jahrgang 1843, Baensch, Magdeburg 1845 (Digitalisat)
- Zeitschrift für Erdkunde. Fünfter Band, Baensch, Magdeburg 1846 (Digitalisat)
- Zeitschrift für Erdkunde. Sechster Band, Baensch, Magdeburg 1847 (Digitalisat)
- Zeitschrift für Erdkunde. Siebenter Band, Baensch, Magdeburg 1847 (Digitalisat)